# Бюлетень Американського астрономічного товариства
Бюлетень Американського астрономічного товариства (Bulletin of the American Astronomical Society, BAAS, Bull. Am. Astron. Soc.) — науковий журнал, офіційне видання Американського астрономічного товариства, заснований у 1969 році. Публікує матеріали конференцій товариства, некрологи його членів, наукові статті. На рік виходить чотири випуски, які зібрані в одному томі.
Статті індексуються та часто архівуються в Astrophysics Data System з використанням коду журналу BAAS.